# 王达成
王达成（1905年5月—1989年3月31日），山西省柳林县人，曾任中华人民共和国纺织工业部副部长。

## 簡歷
王达成曾入燕京大学经济系就读。1926年受到三·一八惨案后加入中国共产党，同年11月参与了清华大学第一个中共党支部的组建，任支部书记。1927年5月王达成被派往山西，以国民党左派身份从事党的地下工作，筹划改组国民党山西省党部，不久被捕入狱。1932年大赦出狱。回乡进行地下活动。1934年被派往陕北，担任神府地区陕北特委特派员；1935年任神府地区工委书记，后任西北工委组织部副部长，中共陕北省委组织部部长。
1936年红军东征开始，王达成担任山西地方工委组织科科长，随军一起东征。红军回师陕北后，他继续担任陕北省委组织部部长，1937年5月开始担任陕甘宁特区党委组织部部长，对陕北地区党的建设，做出了积极的贡献。1938年5月中央决定成立晋西南区党委，王达成从陕北派往山西前线，担任晋西南区党委组织部部长。1939年12月晋西事变发生，王达成受命带领小分队，一边和敌人作战，一边四处寻找失散的党员，从山西省的洪洞和赵城一带，将一批党员干部收拢起来带到了相对安全的晋西北。1940年王达成任晋西区党委组织部部长。1942年中共中央晋绥分局成立，王达成又被任命为分局组织部部长。在这段时间的区党代表大会上，他当选为中共七大代表。
1949年，王达成任陕甘宁边区政府秘书长，1950年调任西北军政委员会秘书长，而后又担任西北工业部部长、西北财经委员会副主任等职务。在西北工业部工作期间，他努力调动知识分子和民主爱国人士的积极性，充分发挥他们的特长，对医治西北地区战争创伤，发展生产，恢复经济，提高人民生活水平做出了积极的贡献。值得一提的是，他对于西安纺织城的建设及长远规划殚精竭虑，使得以西安为中心相继建立了从生产、科研和教育到生活全面配套的纺织基地，新兴的西北纺织城对后来国民经济发展起到了相当重要的作用。1954年，他调往北京，任纺织工业部副部长、党组成员。1956年他出席了中国共产党第八次全国代表大会。
在1959年的反右运动中，王达成和战友习仲勋等人一起被拖进“右倾机会主义”的队伍，虽没被撤职，却无法正常开展工作。直到1961年中央召开“七千人大会”纠正左的错误后，他才得以重新开展工作，主抓人造纤维的规模化生产。1964年，组织从日本引进了第一套维尼纶生产线，并以此为样本，努力使之国产化，但不久工作被文革打断。
1978年底，王达成恢复工作，仍任纺织工业部副部长。1980年9月，王达成改任纺织工业部顾问。退居二线，开始离休生活。不久上海金山、江苏仪征等化纤基地开始建设，为使引进的化纤成套设备节省外汇，国家有关部门提出是否可以让部分设备国产化。王达成再次出山组织进行技术攻关。王达成听取各方建议后，发现当时可以设计出成套的化纤设备，但生产过程需要各部门的协调。王达成鼓励科研技术人员大胆设计，自己负责协调工作，充分调动和利用各种关系，请第一机械工业部（后来的国家机械委）和第六机械工业部（后来的船舶工业总公司）予以配合。最后一万五千吨涤纶抽丝成套设备的科技攻关项目顺利完成，受到了国务院的嘉奖。